# Rode bos

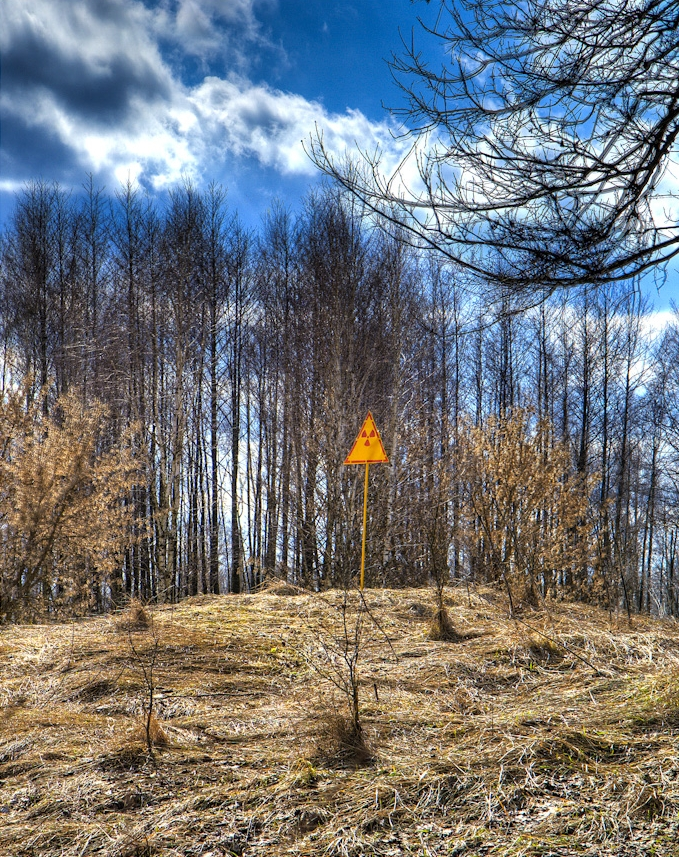
Een heuvel in het Rode Bos. In het midden staat een bord waarmee gewaarschuwd wordt voor radioactiviteit.

Het Rode Bos (Oekraïens: Рудий ліс; Russisch: Рыжий лес) is een bos in de buurt van de kerncentrale Tsjernobyl. Het bos is gesitueerd tussen de kerncentrale en de stad Pripjat. Het heeft een groot deel straling opgevangen tijdens de kernramp in 1986 waardoor de impact op de stad Pripjat verminderd is. De naam verwijst naar de roodbruine kleur die de dennenbomen kregen door de kernramp. Dit is veroorzaakt doordat de bomen massaal afstierven door de straling. De bomen werden na de kernramp geruimd en begraven. Sindsdien zijn er weer nieuwe bomen gegroeid.
Het gebied beslaat ongeveer tien vierkante kilometer en ligt in de vervreemdingszone rond Tsjernobyl. Het bos is een van de gebieden met de meeste ioniserende straling ter wereld.

## Wildreservaat
Terwijl de mensen in 1986 uit het gebied werden geëvacueerd, vestigden de dieren zich er ondanks de straling. De flora en fauna van het Rode Bos zijn sterk aangetast door de radioactieve besmetting na het ongeval. Het lijkt erop dat de biodiversiteit van het Rode Bos is toegenomen in de jaren na de ramp.
Het Rode Bos is nog steeds een van de meest vervuilde gebieden ter wereld. Het is echter een zeer vruchtbare habitat gebleken voor vele bedreigde diersoorten. Door de ontruiming van het gebied rond de kernreactor is een rijk en uniek natuurgebied ontstaan. Het langetermijneffect van de radioactieve neerslag op de fauna en flora van de regio is niet volledig bekend, aangezien planten en dieren een zeer verschillende radiologische tolerantie hebben. Er zijn vogels gezien met atrofie van de staartveren (wat de voortplanting beïnvloedt). Ooievaars, wolven, bevers en adelaars zijn in de regio waargenomen. Vandaag de dag kan het stralingsniveau in het Rode Bos oplopen tot één röntgen per uur, maar niveaus van 10 milliröntgen per uur komen vaker voor. Meer dan 90% van de radioactiviteit in het Rode Bos is geconcentreerd ondergronds.
De natuur in het gebied lijkt niet alleen te hebben overleefd, maar zelfs te zijn opgebloeid dankzij de aanzienlijke vermindering van de menselijke invloed. Het gebied is een "radiologisch reservaat" geworden, een klassiek voorbeeld van een onbedoeld park. In het Rode Bos zijn gevallen van albinisme bij zwaluwen vastgesteld. Momenteel bestaat er bezorgdheid over bodemverontreiniging met strontium-90 en cesium-137, die een halfwaardetijd van dertig jaar hebben. De hoogste niveaus van Cesium-137 worden aangetroffen op de bovenste oppervlakken van bodemlagen, waar planten hun voedingsstoffen opnemen en waar zich insecten bevinden.